# Lega Nazionale A 2019-2020 (calcio femminile)
L'edizione 2019-2020 è stata la cinquantesima edizione della massima serie del campionato svizzero femminile di calcio. La stagione, dopo essere regolarmente iniziata il 24 agosto 2019, è stata interrotta dopo la 16ª giornata a causa della pandemia di COVID-19 e infine annullata. Come decretato dall'ASF/SFV con il comunicato del 30 aprile 2020 il titolo non è stato assegnato. La campionessa in carica era il Zurigo.

## Stagione

### Formato
Il campionato continua il formato a singola fase introdotto nella stagione precedente. Le otto squadre partecipanti si sono affrontate in un doppio girone all'italiana con partite di andata e ritorno, per un totale di 16 giornate sulle 28 previste. Secondo quanto inizialmente previsto, la squadra prima classificata sarebbe stata dichiarata campione di Svizzera e ammessa, assieme alla seconda classificata, al UEFA Women's Champions League 2020-2021, mentre l'ultima classificata veniva retrocessa direttamente in Lega Nazionale B.
Tuttavia a seguito dell'interruzione e poi della definitiva sospensione del campionato, il titolo non venne assegnato mentre vennero regolarmente ammesse alla Champions League il Servette Chênois e lo Zurigo, rispettivamente al primo e secondo posto in classifica fino a quel momento, mentre non venne attuata alcuna retrocessione.

## Squadre partecipanti
| Club             | Città            | Stadio                           | Stagione precedente |
| ---------------- | ---------------- | -------------------------------- | ------------------- |
| Basilea          | Basilea          | Leichtathletik-Stadion St. Jakob | 6º posto in LNA     |
| Grasshopper      | Zurigo           | GC/Campus                        | 3º posto in LNA     |
| Lucerna          | Lucerna          | Sportanlagen Allmend             | 5º posto in LNA     |
| Lugano 1976      | Lugano           | Stadio di Cornaredo              | 2º posto in LNA     |
| Servette Chênois | Chêne-Bourg      | Stade des Trois-Chêne            | 4º posto in LNA     |
| Young Boys       | Berna            | Stadio Neufeld                   | 7º posto in LNA     |
| San Gallo-Staad  | San Gallo, Staad | Sportplatz Bützel                | 1º posto in LNB     |
| Zurigo           | Zurigo           | Sportanlage Heerenschürli        | Campione            |

## Classifica finale
|  | Pos. | Squadra          | Pt | G  | V  | N | P  | GF | GS | DR  |
|  | ---- | ---------------- | -- | -- | -- | - | -- | -- | -- | --- |
|  | 1.   | Servette Chênois | 41 | 16 | 13 | 2 | 1  | 43 | 13 | +30 |
|  | 2.   | Zurigo           | 40 | 16 | 13 | 1 | 2  | 56 | 22 | +34 |
|  | 3.   | Basilea          | 27 | 16 | 8  | 3 | 5  | 41 | 29 | +12 |
|  | 4.   | Lucerna          | 23 | 16 | 7  | 2 | 7  | 41 | 29 | +12 |
|  | 5.   | Young Boys       | 20 | 16 | 6  | 2 | 8  | 23 | 33 | −10 |
|  | 6.   | Grasshopper      | 19 | 16 | 6  | 1 | 9  | 29 | 23 | +6  |
|  | 7.   | San Gallo-Staad  | 11 | 16 | 3  | 2 | 11 | 19 | 45 | −26 |
|  | 8.   | Lugano 1976      | 4  | 16 | 1  | 1 | 14 | 10 | 68 | −58 |

Legenda:
      Ammesse alla UEFA Women's Champions League 2020-2021.
Note:
Tre punti a vittoria, uno a pareggio, zero a sconfitta.
La classifica viene stilata secondo i seguenti criteri:
- Punti conquistati
- Differenza reti generale
- Reti totali realizzate
- Punti conquistati negli scontri diretti
- Differenza reti negli scontri diretti
- Reti realizzate negli scontri diretti

## Statistiche

### Classifica marcatrici
| Gol |  |  | Giocatore       | Squadra          |
| --- |  |  | --------------- | ---------------- |
| 17  |  |  | Fabienne Humm   | Zurigo           |
| 16  |  |  | Irina Pando     | Basilea          |
| 12  |  |  | Léonie Fleury   | Servette Chênois |
| 12  |  |  | Svenja Fölmli   | Lucerna          |
| 9   |  |  | Caroline Müller | Grasshoppers     |
| 9   |  |  | Kristina Šundov | Basilea          |